# 井上和郎
井上 和郎（いのうえ かずろう、1972年5月1日 - ）は、日本の漫画家。栃木県佐野市出身。

## 人物
福島県猪苗代町にて産まれた。小学校時代の1981年に栃木県佐野市へ転居した。高校卒業後は印刷会社に就職したが、翌年に退社している。
1995年に四コマ漫画を少年サンデーに投稿し、翌年から同誌の人気作家であった藤田和日郎のアシスタントになった。
1997年『DREAM SECURITY マオ』でデビュー、『HEAT WAVE』で初連載。代表作はテレビアニメ化もされた『美鳥の日々』。藤田和日郎の元チーフアシスタントを勤め、同じく漫画作家の雷句誠とは同期である。俳優の哀川翔のファンであり『週刊少年サンデー』紙面で対談したことがある。ミュージシャンの小山田圭吾にも影響されていて、漫画内でもタイトルなどに反映されている。
アメリカのアクション俳優のチャック・ノリスの大ファンである。
細かく粒々としたものが苦手で、サンゴの産卵映像を見た際には「自然、死なねえかな」というコメントを残している。

## 作品リスト

### 漫画作品

#### 連載
- HEAT WAVE（『週刊少年サンデー超』2001年6月25日号 - 2001年10月25日号）
- 美鳥の日々[3]（『週刊少年サンデー』2002年42号 - 2004年34号）
- あいこら（『週刊少年サンデー』2005年32号 - 2008年10号）
- アンデッド（『ビッグコミックスピリッツ』2008年35号 - 2008年47号） - 短期集中連載。
- 魔法のいろは!（『週刊少年サンデー超』2009年10月号 - 2011年2月号）
- 悪之宮博士の体育向上計画！（『GAKUMANplus』2010年5月号 - 2011年11/12月号） - いのうえかずろう名義。
- あねコミ（『ヤングアニマルあいらんど』9号 - 20号[4]）
- まりあさんは透明少女（『ヤングアニマルDensi』2014年5月2日 - 2015年1月30日）
- 198Xメモリーズ 〜あの頃の俺たちに捧ぐ〜（『コロコロアニキ』第4号 - 2019年冬号）
- 指定暴力少女 しおみちゃん（『週刊少年サンデーS』2016年7月号 - 2018年12月号）
- アホゲノム〜座牟坂サタニックヘアー〜（『月刊ヤングキングアワーズGH』2019年7月号 - 2020年8月号）
- お下がりのオンナ（原案協力：舞方パーク、『ふらっとヒーローズ』2020年10月23日 - 2022年9月30日）
- 僕と嫁さんとお酒の関係（『月刊ヤングキングアワーズGH』2023年7月号 - 2024年5月号）
- 天羽あまねは甘くない（『月刊ヤングキングアワーズGH』2024年7月号 - 2025年9月号、全14話）

#### 読み切り
- KIDS ARE ALRIGHT（『少年サンデー超』1998年8月20日号）
- 古書店夜光奮戦記（原案：吉永タタミ、『少年サンデー超』2000年3月20日号）
- フルスクラッチ・エイジ（『少年サンデー超』2002年3月25日号）
- 葵DESTRUCTION!（『週刊少年サンデー』2002年17号）
  - 葵DESTRUCTION!2（『少年サンデー超』2003年4月25日号）
  - 葵DESTRUCTION!3（『少年サンデー超』2006年9月25日号）
- 美鳥の日々 番外編（『少年サンデー超』2004年5月25日号）
- 音禰のないしょ（原作：中山文十郎、『少年サンデー超』2004年11月25日号）
- 春らんまん!（『ヤングアニマルあいらんど』4号〈2005年〉）
  - 春らんまん！（『ヤングアニマルあいらんど』6号〈2007年〉）
  - 春らんまん！（『ヤングアニマルあいらんど』8号〈2009年〉）
- 聞こえすぎた男 - 雑誌未掲載。『あいこら』12巻に併録。
- あねコミ（『ヤングアニマルあいらんど』7号〈2008年〉）
- ラブ☆コミ（『ミラクルジャンプ』4号〈2011年〉）
- アスミンの音域（『ビッグコミック増刊号』2013年12月17日号）
- 198Xメモリーズ 〜麻雀与太郎音頭編〜（『コロコロアニキ』第2号〈2015年〉）
- ユリ暴力教室（『サンデーうぇぶり』2023年4月1日[5]）
- プリティー・オブ・ザ・デッド（『みたいな！』Vol.4〈2023年〉）
  - プリティー・オブ・ザ・デッド（『みたいな！』Vol.5〈2024年〉）
  - プリティー・オブ・ザ・デッド（『みたいな！』Vol.6〈2024年〉）

### 書籍
- 『美鳥の日々』、小学館〈少年サンデーコミックス〉2003年 - 2004年、全8巻
- 『あいこら』、小学館〈少年サンデーコミックス〉2005年 - 2008年、全12巻
- 『葵DESTRUCTION!』小学館〈少年サンデーコミックス〉、2007年4月発行、ISBN 978-4-09-121057-9
- 『アンデッド』、小学館〈ビッグコミックス〉2008年、全1巻
- 『魔法のいろは!』、小学館〈少年サンデーコミックス〉2010年 - 2011年、全3巻
- 『あねコミ』、白泉社〈ジェッツコミックス〉2011年 - 2012年、全2巻
- 『まりあさんは透明少女』白泉社〈ヤングアニマルコミックス〉、2015年3月27日発売[6]、ISBN 978-4-592-14030-6
- 『198Xメモリーズ 〜あの頃の俺たちに捧ぐ〜』、小学館〈てんとう虫コミックススペシャル〉2017年 - 2019年、全2巻
- 『指定暴力少女 しおみちゃん』、小学館〈少年サンデーコミックス〉2017年 - 2019年、全5巻
- 『アホゲノム〜座牟坂サタニックヘアー〜』、少年画報社〈YKコミックス〉2019年 - 2020年、全2巻
- 『お下がりのオンナ』、原案協力：舞方パーク、ヒーローズ〈ヒーローズコミックス ふらっと〉2021年 - 2022年、全3巻
- 『僕と嫁さんとお酒の関係』少年画報社〈YKコミックス〉、2024年6月17日発売[7][8]、ISBN 978-4-7859-7684-2
- 『天羽あまねは甘くない』、少年画報社〈YKコミックス〉2025年 - 、既刊1巻（2025年2月17日現在）
  1. 2025年2月17日発売[9][10]、ISBN 978-4-7859-7870-9

### その他
- まんがカレッジ特別講座 プロ魂 第10回（『週刊少年サンデー』2006年45号）
- MY SWEET SUNDAY（『週刊少年サンデー』2008年44号）

## 関連人物
藤田和日郎
師匠。
中山文十郎
親交がある。
金田達也
親交がある。